# 河南曲劇
河南曲剧也称“高台曲”或“曲子戏”，有些地区又称“南阳曲子”，是中國河南省的主要戲曲剧种之一，流行于河南全省及其周围邻近地区。曲剧至今有七十多年历史，属年轻剧种。

## 历史
曲剧起初是在河南曲艺的基础上发展，不化装也不分行当的表演者边踩高跷边唱曲子，由三弦乐器伴奏，到处游走演唱。被称为“高台戏”。“鼓子曲”是一种曲牌联缀体式的说唱艺术，表演时由三五人自执檀板击节，与以前的三弦伴奏不同，表演者需要帮腔处就一起帮腔。每一曲目，都会按照曲牌顺序来演唱。
清末民初，出现了有简单化装和粗略行当分工的“鼓子曲”与踩高跷的“高台戏”相结合的“高跷曲”。
1926年农历四月初七，河南省临汝县的“同乐社”因为多日下雨，道路泥泞不能踩高跷演出，因此剧团去掉高跷站在台子上表演，被称为台子曲，后来台子曲又走上了舞台，被称为河南曲子，后来又叫河南曲剧。最后曲剧就正式诞生了。1930年代前期，曲剧表演属于业余性质：不讲价，只求管吃。抗日战争时期，曲剧遍及了全省的主要县市以及安徽省临泉一带，周口、淮阳、界首等地开始出现半职业性剧团。
1946年，河南省政府以曲剧“有伤风化”、“诲淫诲盗”为由，取缔曲剧演出，但在舆论的压力下，政府被迫不再继续施压。1947年，一个名字叫新生曲剧社的剧团在郑州演出时，国民党當局以“新生”两字涉嫌共产党宣传，剧社被当局勒令解散。
1949年中华人民共和国建立后，曲剧得到恢复和发展，除河南外，曲剧在甘肃、陕西、河北、安徽、江苏、湖北等地也建立了专业剧团。1983年后，各地的曲剧团创作一批现代戏，同时曲剧在表演艺术、舞台美术、音乐唱腔等方面有继续发展。

## 艺术特点
曲调源于民间生活，歌词易学，基本采用本嗓演唱，唱调、唱腔丰富多样。

## 角色行当
小生、小旦、小丑、老旦、青衣

## 曲调
- 洛阳小调
- 南阳大调

## 名家
- 张新芳（《陈三两》）
- 马骐（《寇准背靴》）
- 胡希华
- 海连池

## 名剧
- 陈三两
- 卷席筒
- 寇准背靴
- 屠夫状元
- 李豁子离婚